# 神田修
神田修（かんだ おさむ、1929年5月23日 - 2022年2月25日）は、日本の教育行政学者、九州大学名誉教授。

## 略歴
長野県出身。長野県飯山北高等学校卒、1954年東京大学教育学部卒、神奈川県教育委員会勤務を経て、1970年東京大学大学院教育行政学修了、「「明治憲法」下における教育行政と"地方自治" 戦前日本の教育行政の機構と思想に関する研究序説」で教育学博士の学位を取得。1968年立正大学専任講師となり、1971年助教授、1976年教授をへて、1981年九州大学教育学部教授。1993年定年退官、名誉教授、山梨学院大学教授、2003年退職。日本教育法学会会長を務めた。

## 著書
- 『明治憲法下の教育行政の研究 戦前日本の教育行政と「地方自治」』福村出版 1970
- 『教師の研修権 学校教育と教師の地位』三省堂 1988

### 共編著
- 『史料教育法』寺崎昌男,平原春好共編 学陽書房 1973
- 『教育基本法文献選集 5 学校教育と教職員の権利 第6条』編 学陽書房 1978
- 『史料日本の教育』山住正己共編 学陽書房 1978
- 『教育法規事典』兼子仁共編著 北樹出版 1979
- 『児童憲章 日本の子どもの権利宣言』田代不二男共編著 北樹出版 1980
- 『学校からみた教育政策 子ども・父母・住民サイドで考える』牧柾名共編 有斐閣選書 1983
- 『教師の採用 開かれた教師選びへの提言』土屋基規共著 有斐閣選書 1984
- 『資料中野区・教育委員準公選を知るために』兼子仁共編 エイデル研究所 1985
- 『必携学校経営 研究・実践・資料を生かす 学校・教育改革の全課題に応える事典』高野桂一,河野重男共編著 エイデル研究所 1986
- 『現代教育の課題』南里悦史,住田正樹,望田研吾共編著 北樹出版 1991
- 『教育法と教育行政の理論』編著 三省堂 1993
- 『教育法 (ホーンブック)』兼子仁共編著 北樹出版 1995
- 『現代教育学を学ぶ』住田正樹, 南里悦史, 望田研吾共編著 北樹出版 1996
- 『教育行政学 (ホーンブック)』平原春好共編著 北樹出版 1996
- 『教育法規新事典』兼子仁共編著 北樹出版 1999